# Паламедес, Паламедес Первый
Паламедес Паламедес Первый, Паламед Паламедес Старший или Паламед Паламедес Стевартс (нидерл. Palamedes Palamedesz I, Palamedes Palamedesz the Elder or Palamedes Palamedesz Stevaerts; 6 августа 1605, Лейт, Шотландия — похоронен 26 марта 1638, Делфт) — голландский живописец Золотого века голландской живописи. Мастер картин батального жанра и конных портретов. Представитель делфтской школы. Младший брат живописца Антони Паламедеса. Оба брата имели прозвание «Стевартс» (Stevaerts). Сын Антони — Паламедес Паламедес Второй (1633—1705) — также живописец.

## Биография
Паламедес родился в Лейте, Шотландия, в семье Паламеда Виллемса Стивенса и Мари Арсен (по-голландски зовут Майкен ван Нарсен), крещён 6 августа 1605 года. Его отец был скульптором, резчиком по камню и придворным художником, вероятно, фламандцем. Он вырезал вазы из полудрагоценных камней, таких как яшма, порфир и агат, и занимался другими декоративными работами. Находясь на службе у шотландского короля Якова VI, он, возможно, путешествовал с ним в Лондон, когда тот был коронован как король Англии Яков I.
В семье было трое детей: Гийом (или Уильям) (1601—1688), который стал портным, Антони (1601—1673), который стал художником, и Паламедес. После рождения Паламедеса семья покинула Шотландию и обосновалась в Делфте в Голландской республике, где выросли дети. Биограф Арнольд Хоубракен сообщал, что мальчик был настолько талантлив, что стал мастером, не имея официального звания мастера, и практиковался, только копируя работы Эсайaса ван де Велде, что он делал так хорошо, что стал известным. Вопреки этой истории, более вероятно, что его обучал его старший брат Антони.
Паламедес Паламедес Первый вступил в делфтскую Гильдию Святого Луки в 1627 году. Когда он и его брат Антони были зарегистрированы в Гильдии, они получили льготный вступительный взнос, предназначенный для жителей города, что позволяет предположить, что их отец жил в Делфте до отъезда в Шотландию, возможно, как протестант, скрывавшийся от испанской инквизиции в своей родной Фландрии.
19 января 1630 года художник женился в Делфте на Марии Эвоутс ван Шравесанде из богатой семьи. Их сын, Паламед Паламедес Третий (1631—1683), также стал художником. Паламед Паламедес Первый скончался в возрасте тридцати трёх лет и был похоронен 26 марта 1638 года в Делфте.

## Галерея

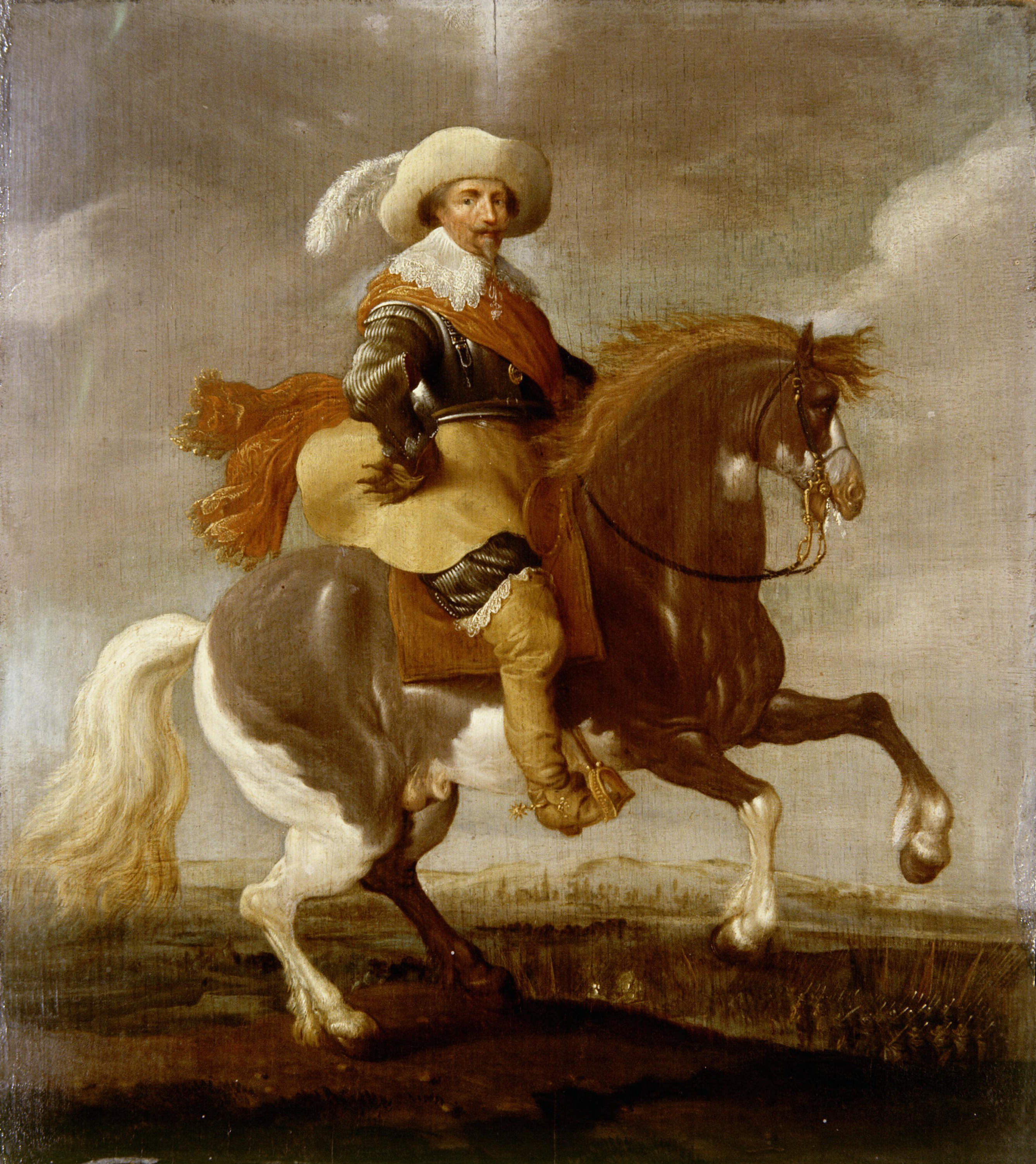
Портрет Фредерика Хендрика Оранского верхом. 1638
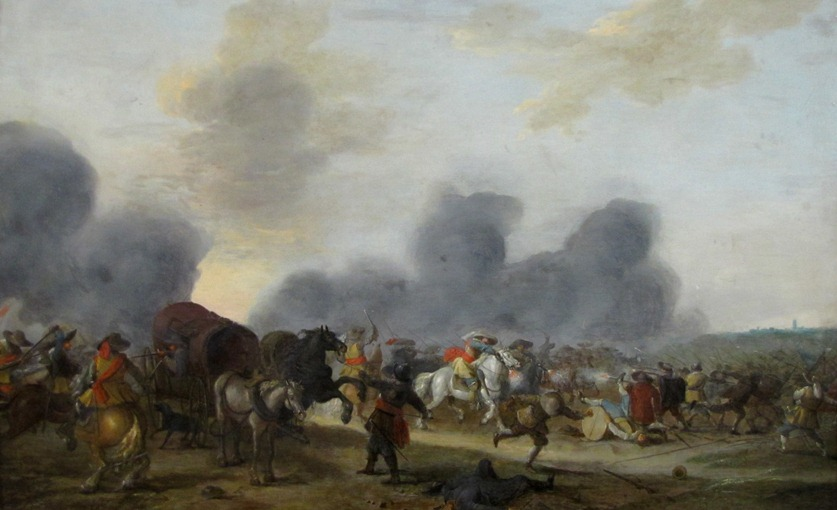
Атака имперских драгун. Ок. 1630. Дерево, масло. Военно-исторический музей, Вена
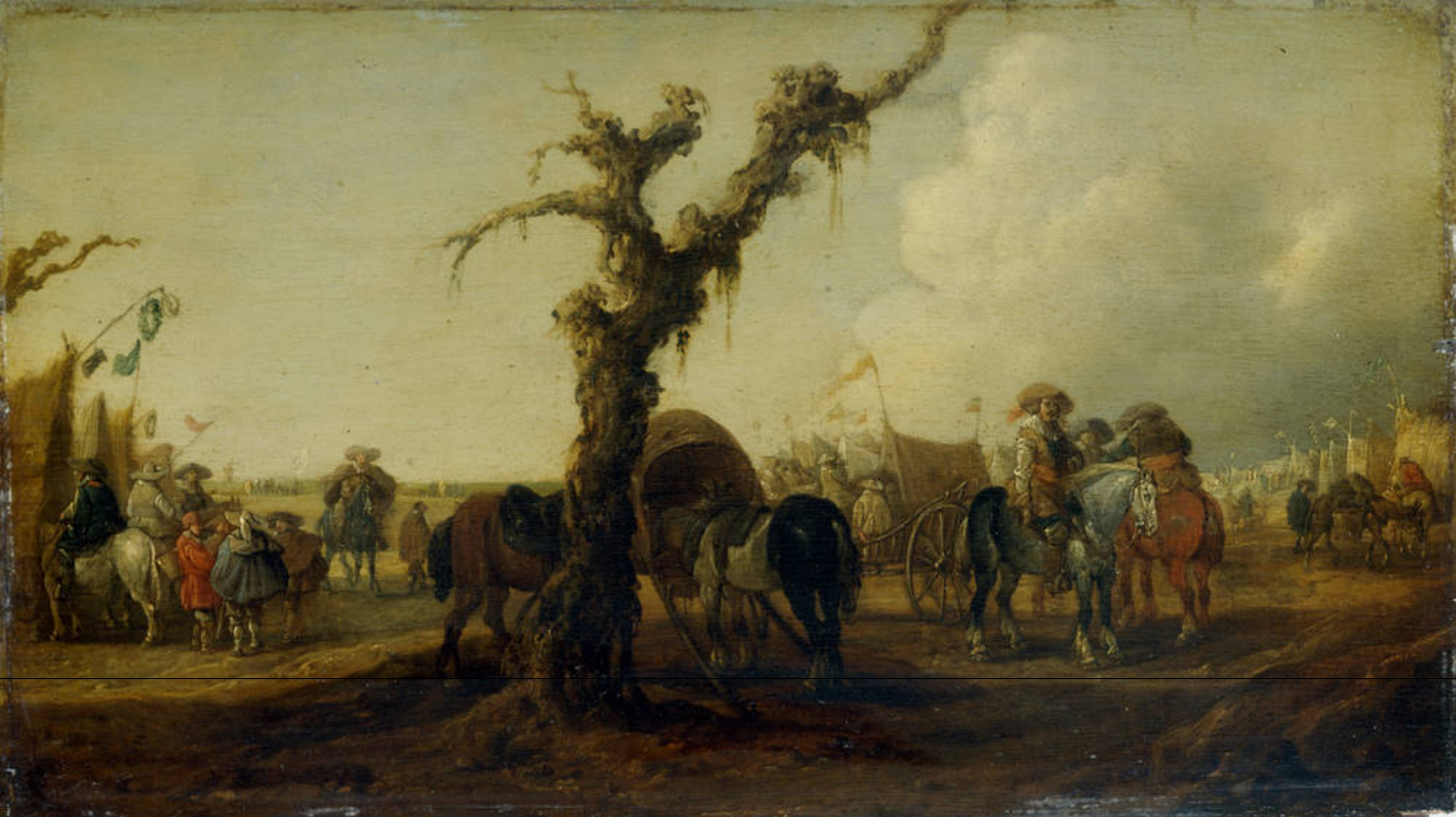
Военный лагерь. 1631. Дерево, масло. Галерея старых мастеров, Дрезден
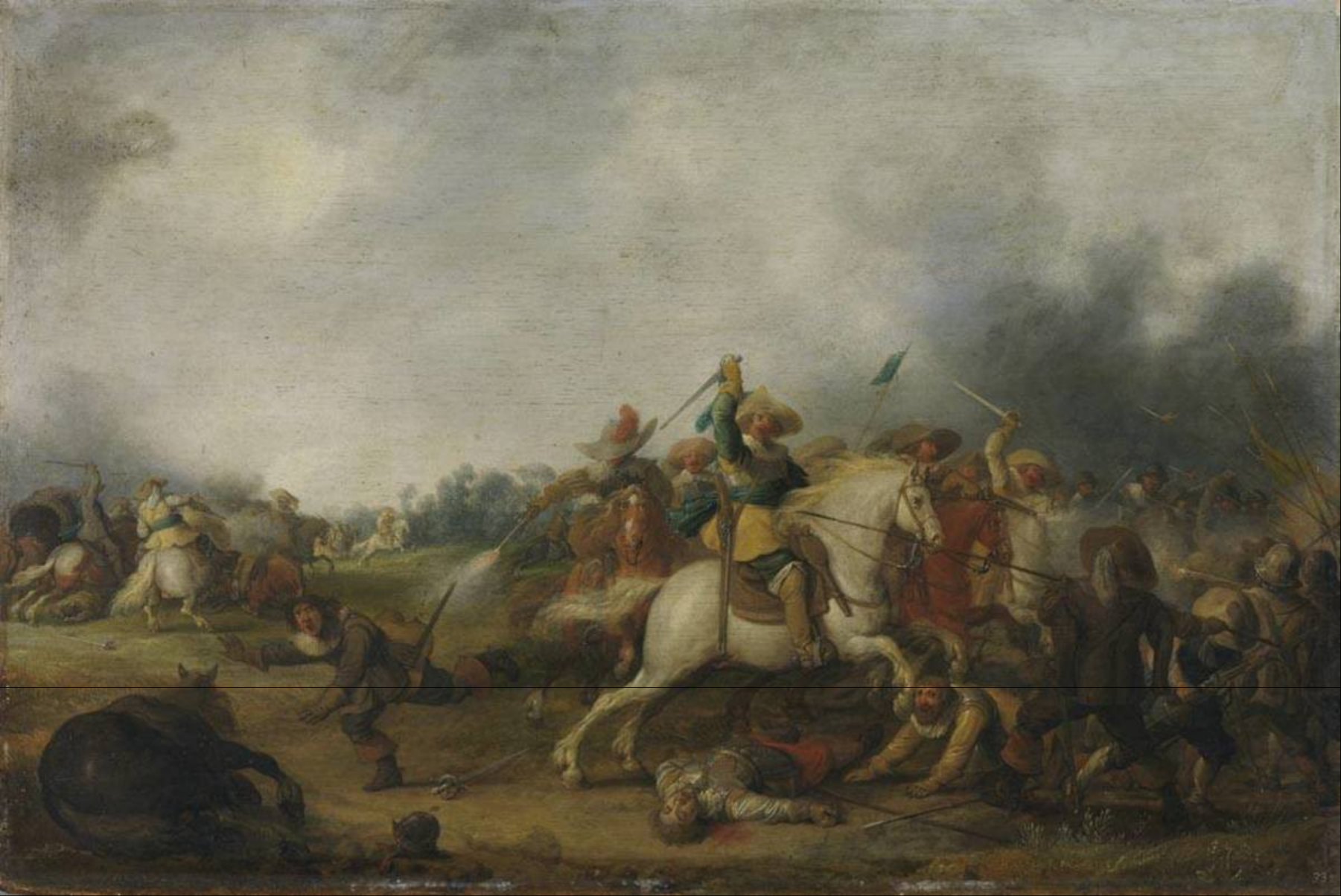
Кавалерийская атака. 1634. Дерево, масло. Старая пинакотека, Мюнхен
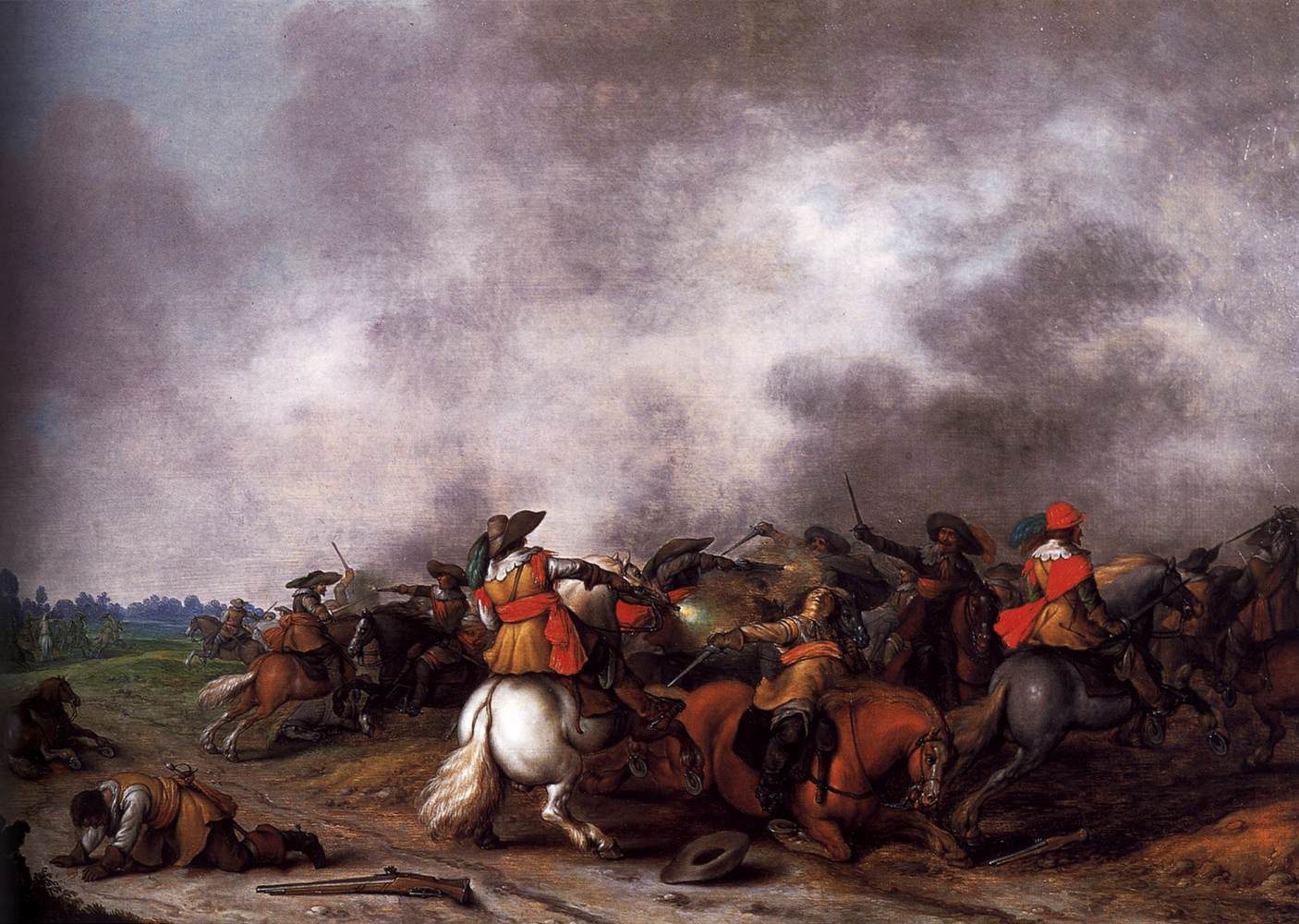
Кавалерийская схватка. Дерево, масло. Между 1626 и 1628. Государственный Эрмитаж, Санкт-Петербург